# ビー・グラッド
有限会社 ビー・グラッド (Be glad)は日本の芸能事務所。2001年1月設立。

## 所属タレント

### 男性
- 浅田たかふみ
- 金和繁明
- 熊田広樹
- シャノン (ナレーター)
- 中尾光志
- 畑直希

### 女性
- 葵みどり
- 上田真規子
- 岡田千恵美
- 河田理恵子
- 久保直子
- 久米村直子
- 小泉彩 (ナレーター)
- 小山優璃
- 近藤祐子
- 塩見智子
- 鳥山栞
- 中村有里
- 成田麻衣
- 平本たまみ
- 深田あさ
- 満田衣里
- 森かなえ
- 山下ゆかり (ナレーター)

## 業務提携

### 男性
- 緒方憲吾
- 蔭山理司
- 永縄潤
- 林恒宏

### 女性
- 北村かおり
- 久保美智代

## 過去の所属タレント

### 男性
- きしめん
- 北又ちゅん（旧名：北又チュン、現所属：ワイワイワイ）
- 高松良誠（現所属：舞夢プロ）
- 浜本諭（現所属：舞夢プロ）
- 堀江道彦（フリー）

### 女性
- 小椋美輝（旧名：小椋みき、現所属：ワイワイワイ）
- 織田晶子（現所属：舞夢プロ）
- 浦島三和子（現所属：舞夢プロ）
- 窪田涼子（フリー）
- 津田なおみ（現所属：株式会社ことだま）
- 林美和（現所属：舞夢プロ）
- 藤澤友美（現所属：舞夢プロ）
- 森美和子（現所属：舞夢プロ）
- 吉岡美紀（現所属：舞夢プロ）